# Kostel svaté Barbory (Židlochovice)
Kostel svaté Barbory byl římskokatolický chrám ve městě Židlochovice v okrese Brno-venkov. Jeho zachovaná věž (zvonice) je chráněna jako kulturní památka.

## Historie
Jednalo se o v jádru gotický trojlodní kostel, který je poprvé připomínán v roce 1350. Po husitských válkách byl v roce 1446 opětovně vysvěcen. Opraven a upraven do barokního stylu byl na konci 17. století, k dalším opravám došlo po roce 1760, kdy s částí města vyhořel. Vnitřní zařízení bylo demontováno mezi lety 1816 a 1840 (využíván byl především novější kostel Povýšení svatého Kříže), v roce 1830 navíc došlo k proražení střechy a kleneb chrámu pod tíhou napadaného sněhu. V následujících letech byl chrám pomalu rozebírán, v roce 1864 již zůstala stát pouze jeho předsíň s věží, která je nadále využívána jako zvonice. Nových zvonů se dočkala v roce 1997.
Kolem kostela se nacházel hřbitov, na kterém se pohřbívalo do roku 1891. Nyní je jeho plocha parkově upravena.
V Památkovém katalogu je kostel nadepsán jako zvonice býv. kostela sv. Mikuláše (kostel sv. Mikuláše), ale v anotaci Památkový katalog píše o kostele svaté Barbory. Rozdíl v zasvěcení není vysvětlen. 